# Chantal Bournissen
Pour les articles homonymes, voir Bournissen.
Chantal Bournissen, née le 6 avril 1967 à Arolla, est une skieuse alpine suisse, qui a mis un terme à sa carrière sportive à la fin de la saison 1995.
Elle est la fille du guide Camille Bournissen, organisateur de la Patrouille des Glaciers.

## Palmarès

### Jeux olympiques d'hiver
| Épreuve / Édition | Calgary 1988 | Albertville 1992 |
| Descente          | 11e          | -                |
| Combiné           | -            | 4e               |

### Championnats du monde
| Épreuve / Édition | Saalbach-Hinterglemm 1991 |
| Descente          | 4e                        |
| Super G           | 5e                        |
| Combiné           | Or                        |

* Super combiné
| Épreuve / Édition | Jasna 1985 |
| Descente          | Bronze     |
| Slalom            | Bronze     |

### Coupe du monde
- Meilleur résultat au classement général : 4e en 1991
  - Vainqueur de la coupe du monde de descente en 1991
  - 7 victoires : 6 descentes et 1 super-G
  - 14 podiums

#### Différents classements en Coupe du monde
| Année/Classement | Année/Classement | Général | Général | Descente | Descente | Super G | Super G | Géant  | Géant  | Slalom | Slalom | Combiné | Combiné |
| ---------------- | ---------------- | ------- | ------- | -------- | -------- | ------- | ------- | ------ | ------ | ------ | ------ | ------- | ------- |
| Année/Classement | Année/Classement | Class.  | Points  | Class.   | Points   | Class.  | Points  | Class. | Points | Class. | Points | Class.  | Points  |
| 1988             | 1988             | 34e     | 36      | 13e      | 36       | -       | -       | -      | -      | -      | -      | -       | -       |
| 1989             | 1989             | 23e     | 55      | 6e       | 55       | -       | -       | -      | -      | -      | -      | -       | -       |
| 1990             | 1990             | 42e     | 33      | 24e      | 7        | -       | -       | -      | -      | 33e    | 3      | 5e      | 23      |
| 1991             | 1991             | 4e      | 181     | 1re      | 140      | 6e      | 30      | -      | -      | -      | -      | 10e     | 11      |
| 1992             | 1992             | 18e     | 411     | 6e       | 268      | 20e     | 96      | -      | -      | -      | -      | 10e     | 47      |
| 1993             | 1993             | 18e     | 362     | 9e       | 258      | 19e     | 60      | -      | -      | 57e    | 8      | 10e     | 36      |
| 1994             | 1994             | 93e     | 26      | 42e      | 26       | -       | -       | -      | -      | -      | -      | -       | -       |
| 1995             | 1995             | 46e     | 142     | 16e      | 142      | -       | -       | -      | -      | -      | -      | -       | -       |

#### Détail des victoires
| Édition / Épreuve | Descente                    | Super-G   | Total |
| 1988              | Val d'Isère II              | -         | 1     |
| 1991              | Garmisch Vail II            | Meiringen | 3     |
| 1992              | Santa Caterina              | -         | 1     |
| 1993              | Lake Louise Haus im Ennstal | -         | 2     |
| Total             | 6                           | 1         | 7     |

## Arlberg-Kandahar
- Meilleur résultat : 6e place dans la descente 1993 à Cortina d’Ampezzo

## Autres
- Vainqueure de la Coupe d'Europe en 1985-1986